# George Avery (Germanist)
George Avery (* 27. Juli 1927 in Philadelphia; † 5. März 2004 in Chester, Pennsylvania) war ein US-amerikanischer Germanist. Bis zu seiner Emeritierung im Jahr 1994 lehrte er am Swarthmore College. Sein Forschungsinteresse galt Schriftstellern der deutschen Moderne.

## Leben
Nach einer Kindheit unter griechischen Einwanderern in Philadelphia leistete er im Zweiten Weltkrieg Militärdienst in Deutschland. Durch diese Erfahrung kam er in den letzten Kriegsmonaten mit der deutschen Kultur in Kontakt und entschied sich später, Germanist zu werden. Nach Kriegsende engagierte er sich zunächst in Hilfsaktionen für Finnland und Griechenland. Nach der Rückkehr in seine Heimat inskribierte an der University of Pennsylvania und durchlief dort alle Studienabschlüsse bis zum Doktorat.
Im Jahr 1959 kam er an das elitäre Swarthmore College und blieb am dortigen Lehrbetrieb bis zu seiner Emeritierung tätig. Er war von 1975 bis 1980 Vorstand des Department of Modern Languages. Sein Schüler Jonathan Franzen schildert Averys liebenswürdigen, wenn auch exzentrischen, pädagogischen Auftritt in seinen Memoiren.

## Forschung
Avery machte sich zum Spezialisten für deutsche Literatur des 20. Jahrhunderts, sei sie deutsch, schweizerisch oder österreichisch. Er verfasste wissenschaftliche Monographien oder Editionen zum Werk von Robert Walser, Herwarth Walden und Karl Kraus. Vor allem für seine  Walser-Forschung wurde Avery international ausgezeichnet.

## Schriften
- Feinde in Scharen: Ein wahres Vergnügen dazusein. Karl Kraus, Herwarth Walden Briefwechsel 1909–1912 (Veröffentlichungen der Deutschen Akademie für Sprache und Dichtung Darmstadt 79, Göttingen 2002).
- Inquiry and Testament. A Study of the Novels and Short Prose of Robert Walser (Philadelphia 1968).
- A Poet Beyond the Pale. Some Notes on the Shorter Works of Robert Walser (s. l. 1963).